# Saperda bacillicornis
Saperda bacillicornis är en skalbaggsart som beskrevs av Carlo Pesarini och Andrea Sabbadini 1997. Saperda bacillicornis ingår i släktet Saperda och familjen långhorningar. Inga underarter finns listade i Catalogue of Life.